# Мексиканская рысь
Мексиканская рысь (лат. Lynx rufus escuinapae, синоним Lynx rufus oaxacensis) — подвид рыжей рыси, распространённый в Мексике. Мексиканская рысь чаще всего встречается в штатах Синалоа и Наярит. По состоянию на 2017 год неясно, является ли выделение подвида допустимым.

## Внешний вид
Мексиканская рысь — самый маленький из подвидов рысей, она вырастает примерно в два раза больше домашней кошки. По внешнему виду она похожа на обычную рысь, за исключением хвоста, который более тёмного цвета. Взрослые особи этого вида весят от 4 до 13,6 кг. Цвет шерсти варьируется от светло-серого до красновато-коричневого. Шерсть покрыта большим количеством пятен и более короткая и густая, чем у северных разновидностей. Имеет характерные чёрные полосы меха на передних лапах и чёрный кончик хвоста, а также чёрные кончики ушей; морда обрамлена пучками шерсти.

## Среда обитания
Мексиканская рысь встречается по всей Мексике, но в основном в Нижней Калифорнии и к югу от пустыни Сонора. Также встречается в мексиканских штатах Синалоа и Наярит, а также в некоторых частях Соноры, Халиско, Дуранго, Сан-Луис-Потоси, Нуэво-Леон, Идальго, Морелос, Пуэбла, Тласкала, Тамаулипас, Мичоакан, Герреро, Веракрус и Оахака. Мексиканская рысь обитает в различных биомах, включая леса, прибрежные болота и пустыни. Эти животные не мигрируют и являются территориальными. Территория самца мексиканской рыси может простираться на несколько миль и пересекаться с несколькими территориями самок и самцов. Территория самки мексиканской рыси редко пересекается с территорией другой самки.

## Стиль жизни
Мексиканские рыси — плотоядные животные и едят грызунов, кроликов,  ошейниковых пекари, птиц, оленей и белоносых коати. Иногда они охотятся на змей, ящериц и скорпионов. Это одиночные, ночные животные, которых редко видят люди. Животные сходятся вместе ненадолго раз в год, чтобы спариваться. Сезон размножения мексиканской рыси может проходить в любое время года и не ограничивается строго весной. Самка рожает выводок из двух-трёх котят, которых она воспитывает самостоятельно. Обычная продолжительность жизни от десяти до двенадцати лет.

## Угрозы
Современные угрозы мексиканской рыси — это разрушение среды обитания, незаконный отлов и отстрел, а также милитаризация американо-мексиканской границы. Хотя рысь была внесена в список видов, находящихся под угрозой исчезновения в США в июне 1976 года, в 2003 году было предложено исключить из списка мексиканскую рысь. Официальное предложение об исключении этого вида из списка было сделано несколько лет спустя, хотя этот вид все ещё остаётся в списке.